# Unternehmen Otto
Unternehmen Otto war der von Adolf Hitler gewählte Deckname einer deutschen Militäroperation für „Die militärische Weisung für den bewaffneten Einmarsch in Österreich vom 11. März 1938“ zum „Anschluss“ Österreichs.

## Hintergrund

### Sonderfall Otto
In einer Weisung des deutschen Kriegsministers und Oberbefehlshabers der Wehrmacht, Werner von Blomberg vom 24. Juni 1937 für die einheitliche Kriegsvorbereitung wurden verschiedene Fälle gelistet, für die die Wehrmacht kriegsbereit zu halten sei, sei es um Angriffen entgegentreten zu können, oder um „etwa sich ergebende politisch günstige Gelegenheiten militärisch ausnutzen zu können.“ Bei Sonderfall Otto steht: „Bewaffnete Intervention gegen Österreich für den Fall, daß dieses die Monarchie wieder herstellen sollte.“ Ziel dieser Intervention sollte sein, Österreich mit Waffengewalt zum Verzicht auf eine Restauration zu zwingen. Dazu sei unter Ausnutzung der innenpolitischen Spaltung des österreichischen Volkes in allgemeiner Richtung auf Wien einzumarschieren und jeder Widerstand zu brechen. Teile der Luftwaffe sollten das Heer unterstützen. Ob außer der bewaffneten Macht Verbände der Partei eingesetzt werden sollten, unterläge der Entscheidung des obersten Befehlshabers der Wehrmacht.

### Namensgebungen für Expansionsunternehmen
Standarddecknamen für die kriegerischen Unternehmungen im „Dritten Reich“ waren: „Fall Grün“ für den Angriff auf die Tschechoslowakei, „Fall Weiß“ für den Überfall auf Polen, „Fall Gelb“ für den Krieg gegen die Niederlande, Belgien und Luxemburg, „Fall Rot“ für den Angriff auf Frankreich, „Unternehmen Weserübung“ für die Besetzung Norwegens und Dänemarks und „Unternehmen Seelöwe“ für die Vorbereitungen zur Landung in England. Nur „Unternehmen Otto“ und „Fall/Unternehmen Barbarossa“ fallen aus diesem Rahmen, wobei bei „Barbarossa“ eine andere Klarheit herrscht als für „Otto“.
Mit „Otto“ könnte, angesichts der im damaligen Deutschen Reich hochkonjunkturellen Ottonen, Otto I. (der Große) gemeint sein, und zwar im Anschluss an die Rolle, die ihm in der österreichischen Version deutscher Nationalgeschichtsschreibung zukam. Otto I. galt nach Karl dem Großen als Neubegründer der südöstlichen Grenzmark des Reiches. Sein Sieg über die Ungarn in der Schlacht auf dem Lechfeld (955) hatte den Bajuwaren die allmähliche Besiedelung der „marcha orientalis“ (urkundlich so zum ersten Mal unter Otto II. 976; vgl. „Ostmark“) ermöglicht, aus der sich das spätere Österreich entwickelte („Ostarrîchi“ urkundlich zum ersten Mal unter Otto III. 996).
Weil Hitler, wie er in Mein Kampf (Bd. 2, S. 733–742.) schrieb, nur zwei bemerkenswerte außenpolitische Leistungen in der tausendjährigen Geschichte Deutschlands anerkannte, nämlich „die hauptsächlich von Bajuwaren betätigte Kolonisation der Ostmark“ und „die Erwerbung und Durchdringung des Gebietes östlich der Elbe“, galt als erstes Ziel seiner Außenpolitik, dass „die alte Ostmark des Reichs“ (Mein Kampf, Bd. 1, S. 9.) wieder mit dem „Mutterland“ vereinigt werden sollte (vgl. hierzu auch Sybel-Ficker-Streit). So wurde in Le Temps einen Tag nach dem „Anschluss“ eine anonyme Stimme im Wiener Funkhaus vom 12. März 1938 wiedergegeben: „Nach tausendjähriger Geschichte ist endlich der Tag gekommen, da ein einiges deutsches Volk wiedererstanden ist.“
Zwei Monate später erfolgte am 25. Mai 1938 die Umbenennung Österreichs in „Ostmark“. Denn mit Vollendung des „Anschlusses“ galten für Österreich die gleichen Voraussetzungen, wie sie mit dem „Gesetz über den Neuaufbau des Reichs“ vom 30. Jänner 1934 zur Gleichschaltung der verschiedenen Bundesländer und der Aufhebung von deren Eigenstaatlichkeit und mit der Sammeleinbürgerung der Österreicher 1938 geschaffen worden waren.
Insbesondere österreichische Legitimisten vertreten jedoch noch heute die Auffassung, dass mit Otto vornehmlich Otto von Habsburg gemeint war. Obwohl in Österreich im Ständestaat Tendenzen zur Rückkehr zur Habsburgermonarchie zu erkennen waren, Teile der politischen Elite und wohl auch des Volkes auf die Restauration der k.u.k.-Zeit hofften und vor dem Einmarsch sich noch Otto von Habsburg selbst als Kanzlerkandidat ins Spiel brachte, scheint diese Interpretation abwegig: Am 1. Juli 1937 bestätigte der deutsche Gesandte Franz von Papen, dass „die Restauration des Hauses Habsburg … vollkommen zu den Akten gelegt“ war. Die symbolpolitische Gegenwart der Ottonen im damaligen Österreich zeigt sich aber etwa darin, dass es zeitgleich mit dem „Anschluss“ kurzfristig bis zu ihrer schnellen Auflösung eine studentische Widerstandsgruppe gab, die sich die „Ottonen“ nannte.
Auch der Sozialdemokrat Norbert Leser bzw. manche Journalisten sind der Meinung, dass ein Zusammenhang zwischen Otto Habsburg und der Bezeichnung „Operation Otto“ bestand.

### Umbenennung der Ostmark
Am 15. März 1938 hatte Hitler vom Balkon der Hofburg in Wien seinen neuen Landsleuten ihre Aufgabe erklärt: „Die älteste Ostmark des deutschen Volkes soll von jetzt ab damit das jüngste Bollwerk der deutschen Nation und damit des Deutschen Reiches sein.“ Als die Position des „jüngsten Bollwerks“ anders besetzt war, erteilte Hitler am 19. Jänner 1942 den Reichsministerien den Befehl, den Begriff „Ostmark“ künftig durch „Donau- und Alpenreichsgaue“ zu ersetzen, zumal Böhmen und Mähren in ein Protektorat des „Deutschen Reichs“ verwandelt worden waren und Ungarn und Rumänien als Satelliten die nationalsozialistische Expansionspolitik gegenüber der Sowjetunion längst mittrugen.
Nach Andreas Hillgruber lag die Umbenennung folglich am Vorrücken der Ostgrenze des „Großdeutschen Reiches“ in Osteuropa und der damit gegebenen Entleerung des Begriffs „Mark“ (ahd. für „Grenze“, „Grenzgebiet“). Im „Anschluss“ seiner Heimat habe nämlich Hitler „stets nur eine Etappe oder eine Funktion in seinem weitgespannten Expansions-‚Programm‘“ gesehen. Der Begriff „Mark“ war jetzt der etymologischen Logik folgend für die nach dem 1942 in Kraft tretenden „Generalplan Ost“ zu erschließenden „germanischen Siedlungsmarken“ in Osteuropa reserviert. So strebte Gauleiter Erich Koch (Amtssitz: Rowno, Ukraine) die Umwandlung der Ukraine in eine „deutsche Ostmark“ als wirtschaftliches Ausbeutungsobjekt an. 1942 wurde dementsprechend auch der seit 1933 wegen seiner Grenzlage zur Tschechoslowakei so genannte „‚Gau Bayerische Ostmark‘ auf Weisung aus Berlin hin in ‚Gau Bayreuth‘ umbenannt, da, durch die kriegerischen Ereignisse bedingt, der Gau keine Randlage, sondern nunmehr eine zentrale Lage im damaligen Herrschaftsgebiet des Deutschen Reiches einnahm“.
Von österreichischer Seite – Emmerich Tálos und Karl Vocelka – werden für die Umbenennung von „Ostmark“ in „Donau- und Alpenreichsgaue“ folgende Erklärungen gegeben: Vocelka sieht bereits für 1940 (sic!; er kann eigentlich nur 1942 meinen) darin einen weiteren Ausdruck im Bestreben der Machthaber, jeden Hinweis auf eine historische Selbständigkeit Österreichs zu tilgen, während Tálos nur auf das Unterdrücken nicht weiter erläuterter „unerwünschter Assoziationen“ meint schließen zu können.

## Kommentierung in der zeitgenössischen Geschichtswissenschaft
Zwei bekannte Mittelalterhistoriker kommentierten die ersten imperialistischen Expansionen von 1938 nach Österreich und ins Sudetenland so: „Das vergangene Jahr“, erklärte Friedrich Baethgen 1939, „hat uns ein Erleben gebracht von einer Größe, wie es nur wenigen Generationen des deutschen Volkes beschieden gewesen ist. […] Eine Forderung wurde verwirklicht, die sich mit innerer Notwendigkeit aus dem gesamten Ablauf unserer Geschichte ergeben hatte.“ Dabei sah er den Schatten des mittelalterlichen Reiches sich hinter dem „Großdeutschen Reich“ erheben.
Der Mediävist Hermann Heimpel schrieb im gleichen Zusammenhang: „Wie frei und glücklich ruht aber unser Blick auf dem Ersten Reiche der Deutschen. Nicht ihm erborgt, sondern neu beschworen ist die Kraft, aus der Adolf Hitler den Deutschen ihr Reich erhöhte. […] Österreich fand heim – die Krone der Könige wird im Großen Deutschen Reich gehütet. Die ‚neueren‘ Zeiten des geschwächten Deutschlands sind vorüber. Was aber erstritten wird, war auch die Ordnung des Ersten Reichs: der Friede der Völker aus der Kraft ihrer Mitte.“

## „Neuaufbau des Reiches“
Diese Äußerungen stimmen damit überein, dass unter nationalgeschichtlich orientierten Historikern das „Dritte Reich“ bis Anfang der 1940er Jahre in der Regel als Verwirklichung und Vollendung dessen angesehen wurde, was sie im mittelalterlichen Kaiserreich angelegt sahen. Das bezog sich vor allem auch auf das Gesetz über den Neuaufbau des Reichs vom 5. Februar 1934, ergänzt durch das „Reichsbürgergesetz“, das am 15. September 1935 auf dem „Reichsparteitag der Freiheit“ in Nürnberg verabschiedet wurde.
So widmete Robert Holtzmann seine Otto-Monographie von 1936 „Dem Deutschen Volke“ und stimmte folgende Töne an: „Einem kühnen Wollen und einer tiefen Sehnsucht der deutschen Menschen hat Kaiser Otto der Große Richtung und Sieg gegeben. […] Eben deshalb haben wir es seinem Wirken nach innen und außen zu danken, dass die verschiedenen deutschen Stämme, die bis dahin nebeneinander und leider nur allzu oft auch gegeneinander gestanden hatten, sich zu einer Einheit zusammenfanden, sich ihrer Gemeinsamkeit und Zusammengehörigkeit bewusst wurden. Wie wir ein Volk geworden sind: das ist der köstliche und unvergängliche Inhalt der Geschichte Ottos des Großen.“ Es liegt auf der Hand, dass Holtzmann an Hitler dachte, indem er über Otto schrieb, freute er sich doch wie die Mehrzahl der Deutschen über seinen neuen Ausweis als deutscher Staatsangehöriger und Reichsbürger. Mit Verordnung vom 3. Juli 1938 wurden dann die Österreicher sammeleingebürgert und erhielten die deutsche Staatsangehörigkeit, was entsprechend mit den Sudetendeutschen am 20. November 1938 geschah.
Himmler erinnerte in einer Rede in der SS-Junkerschule von Bad Tölz am 23. November 1942 unter der Überschrift „Heute Kolonie, morgen Siedlungsgebiet, übermorgen Reich!“ an diese Ereignisse: „Vor 10 Jahren erlebte der deutsche Mensch die Wandlung zum Deutschen, aus dem Preußen, dem Bayern oder dem Württemberger wurden Deutsche. Und wiederum nach 5 Jahren musste der Deutsche dann eine weitere Wandlung in seinem geschichtlichen Erwachen mitmachen: Österreich kehrte heim, die Grenzen zwischen Deutschen gleicher Sprache und gleicher Sitten hörten damit auf zu bestehen, das großdeutsche Reich war Wirklichkeit geworden.“

## Ähnliche Namensgebungen
Der Name „Otto“ tauchte am 25. Juli 1940 in einem Befehl des OKW erneut auf, und zwar als Stichwort für ein „bevorzugtes Wehrmachtsprogramm“ zum Ausbau von Schienen und Straßen im besetzten Teil Polens. Am 5. Dezember 1940 legte Franz Halder alle unter „Otto“ zusammengefassten Planungen zu einem Überfall auf Russland Hitler vor. Halder war am „Unternehmen Otto“ nicht beteiligt gewesen, konnte also nicht wissen, dass der Deckname bereits für den Anschluss Österreichs vergeben war. Am 18. Dezember 1940 erging von Hitler die Weisung Nr. 21, in der der Kriegsplan nun als „Fall Barbarossa“ bezeichnet wurde. Friedrich I. Barbarossa wurde von Hitler schon im Juli 1937 „als derjenige deutsche Herrscher gerühmt, der als erster den germanischen Kulturgedanken ausgesprochen und als Bestandteil seiner imperialen Mission nach außen getragen habe“.
Was für die Wehrmacht „Otto“/„Unternehmen Barbarossa“ war, war für die SS und Himmler „Programm Heinrich“. Damit nahm Himmler Ottos I. Vater Heinrich I. als Patron für alles in Anspruch, was parallel zum „Unternehmen Barbarossa“ von der SS in Osteuropa ins Auge gefasst wurde.